# Breuna
Breuna est une municipalité allemande située dans le land de la Hesse et l'arrondissement de Cassel.

## Jumelages
La commune de Breuna est jumelée avec :
- Gehlberg (Allemagne) depuis 1991
- Predappio (Italie) depuis 2003

## Source et références
- (de) Cet article est partiellement ou en totalité issu de l’article de Wikipédia en allemand intitulé « Breuna » (voir la liste des auteurs).

1. ↑  « Partnerschaften » Site web de la commune de Breuna, consulté le 25 mars 2017.